# Pacchetto per l'Alto Adige
Il Pacchetto per l'Alto Adige - in tedesco Südtirol-Paket - è un provvedimento elaborato dai governi italiano e austriaco tra il 1962 e il 1969, che comprende 137 norme concernenti la questione dell'autonomia politica e linguistica dell'Alto Adige.

## Dal Trattato di Saint-Germain-en-Laye (1919) all'accordo De Gasperi-Gruber (1946)
Al termine della prima guerra mondiale, l'Italia, uscita dal conflitto come potenza vincitrice, ottenne l'annessione delle terre irredente del Trentino e della Venezia Giulia - come stabilito al Patto di Londra del 1915 - territori appartenuti all'ex Impero austro-ungarico, nazione dissolta e sconfitta nella guerra assieme all'Impero tedesco. Il Patto di Londra prevedeva inoltre che l'intero Tirolo Cisalpino, quindi non solo il Trentino, ma anche l'Alto Adige, passasse all'Italia, poiché rientrava nonostante la sua configurazione etnica nei confini geografici e naturali della penisola, ma anche per motivi strategico-militari.
Secondo il censimento del 1921 in Alto Adige viveva una popolazione formata per il 75% circa da una comunità di lingua tedesca, ma nonostante questa specificità etnica, il presidente statunitense Woodrow Wilson - storicamente noto come colui che enunciò il diritto all'autodeterminazione dei popoli - col Trattato di Saint-Germain-en-Laye del 1919, riconobbe ugualmente il possesso di quel territorio all'Italia. L'annessione dell'Alto Adige venne appoggiata dalle altre potenze vincitrici, Francia e Regno Unito, ed essa fu stabilita secondo la prospettiva di garantire all'Italia un confine settentrionale difendibile e ridurre ai minimi termini la neocostituita Repubblica austriaca. Inizialmente fu escluso dall'annessione il territorio della Val Pusteria, con i comuni di San Candido e Sesto, ma successivamente con una revisione voluta da Wilson, fu anch'esso integrato.
Una volta ufficializzata l'annessione del Tirolo cisalpino al Regno d'Italia, fu avviato il processo di italianizzazione del territorio, partendo dall'adozione del nome Alto Adige, come il dipartimento francese dell'epoca napoleonica. Il dipartimento dell'Alto Adige, esistito dal 1810 al 1814 e annesso al Regno d'Italia napoleonico, a differenza di questa nuova entità territoriale, comprendeva il Trentino e il solo distretto di Bolzano, mentre i circondari di Merano, Bressanone, Brunico, Vipiteno e le valli circostanti furono integrati nella Confederazione del Reno.
Con l'avvento al potere del fascismo, il processo di italianizzazione fu più intenso e violento: esso non riguardò soltanto la toponomastica, per la quale fu incaricato il geografo Ettore Tolomei, ma anche la composizione etnica, incoraggiando l'immigrazione dalle altre regioni italiane, e furono attuate la soppressione della lingua tedesca nell'istruzione, negli atti pubblici e nella stampa, nonché l'esclusione della popolazione germanofona dalla vita sociale e politica, una situazione discriminatoria che creò un forte risentimento da parte dei sudtirolesi. Nel 1926 furono istituite la province di Trento e di Bolzano, e quest'ultima comprendeva amministrativamente l'Alto Adige ad esclusione di alcuni comuni della Bassa Atesina.
Nel corso della seconda guerra mondiale e dopo l'armistizio del 1943, l'Alto Adige fu occupato dalle forze della Wehrmacht e venne ripristinata la lingua tedesca in tutti gli ambiti. Nonostante i sudtirolesi avessero chiesto l'annessione alla Germania, tale annessione ai territori del Terzo Reich non fu mai attuata per precisa volontà del dittatore Adolf Hitler, che, per lealtà nei confronti dell'alleato Mussolini, non ebbe alcuna pretesa sull'Alto Adige, che di fatto fu annessa alla Repubblica Sociale Italiana.
Al termine del conflitto, la neoricostituita Repubblica austriaca chiese l'annessione della regione, ma tale richiesta venne respinta dagli Alleati, i quali invece accolsero le richieste italiane, poggiate su questioni di tipo strategico-militare con il mantenimento del passo del Brennero. A Parigi, il 5 settembre 1946, fu ratificato l'accordo tra il ministro degli esteri italiano Alcide De Gasperi e l'omologo austriaco Karl Gruber, che riconosceva la sovranità italiana sull'Alto Adige introducendo al contempo un diritto di vigilanza da parte austriaca, stabiliva l'autonomia amministrativa delle province di Trento e Bolzano e istituiva una serie di misure volte a tutelare la minoranza di lingua tedesca.

## Introduzione del "Pacchetto"
L'accordo di Parigi tra De Gasperi e Gruber, che stabilì l'autonomia amministrativa e linguistica dell'Alto Adige, non mutò di molto la situazione. L'autonomia infatti riguardava anche il Trentino, e nella fattispecie l'intera regione del Trentino-Alto Adige, che con legge costituzionale n. 5 del 26 febbraio 1948 fu tra le quattro regioni italiane che ottennero la condizione giuridica di regione a statuto speciale (il Friuli-Venezia Giulia avrebbe ottenuto lo statuto speciale nel 1963).
La popolazione di lingua tedesca risultava essere minoranza in regione e di conseguenza risultava minoranza anche nel consiglio regionale. Questa situazione generò malcontento all'interno della componente germanofona, che crebbe dopo l'autunno del 1957, quando si diffuse la notizia dello stanziamento di fondi statali per la costruzione di migliaia di appartamenti popolari a Bolzano. Ciò fu interpretato come la conferma della volontà del governo italiano di «sommergere» numericamente il gruppo tedesco con l'arrivo incontrollato di nuovi italiani e quindi come un nuovo tentativo di italianizzazione.
Il fatto determinò nuovi problemi e tensioni: le proteste dell'Austria, secondo la quale non furono applicati gli accordi di Parigi, l'uscita dalla giunta regionale della Südtiroler Volkspartei - che faceva parte di un governo di coalizione con la Democrazia Cristiana - all'epoca guidata da Silvius Magnago, che capeggiò una protesta col motto Los von Trient! (Via da Trento!), e una lunga stagione di attentati contro le rappresentanze dello Stato italiano e ai danni dei cittadini italofoni, organizzati dai terroristi del Befreiungsausschuss Südtirol fondato e capeggiato da Sepp Kerschbaumer.
Tutti questi eventi portarono all'emergere della questione altoatesina, per la prima volta sollevata dall'Austria in sede ONU nel 1959, col suo ministro degli esteri Bruno Kreisky.
Nel 1961 il governo italiano insediò la commissione detta "dei Diciannove", e avviò una serie di trattative bilaterali col governo austriaco per la risoluzione del problema. Il 10 aprile 1964 furono varati alcuni provvedimenti, e si arrivò all'intesa definitiva il 30 novembre 1969 a Copenaghen in un incontro tra il ministro degli esteri italiano Aldo Moro e l'omologo austriaco Kurt Waldheim, che portò all'introduzione del cosiddetto «Pacchetto per l'Alto Adige». Il «pacchetto» comprendeva 137 provvedimenti, dei quali 94 furono attuati per mezzo della modifica dello statuto regionale del 1948 per via costituzionale, 8 con norme di attuazione previste dallo statuto regionale, 15 con legge statale, 9 con semplici decreti, e i residui 11 con atti amministrativi.
Il Pacchetto fu accolto positivamente al congresso della SVP, nonostante la parte del partito che seguiva Peter Brugger non fosse in accordo con quella di Silvius Magnago. Dopo oltre dodici ore di dibattiti, il 23 novembre alle 2 di mattina iniziò lo spoglio: 583 delegati erano favorevoli al Pacchetto, 492 contrari e 15 schede bianche. Nonostante le diverse visioni, alla fine Magnago e Brugger si strinsero la mano, iniziando a collaborare nel partito. In seguito fu approvato dai parlamenti italiano e austriaco, e la sua totale applicazione verrà eseguita a partire dal 1972, anno in cui entrò in vigore il secondo statuto d'autonomia per la provincia di Bolzano.
Nel 1969 la Rai realizzò un servizio per far conoscere agli spettatori le norme del pacchetto. Il documentario curato da Luigi Anderlini fu diretto da Claudio Biondi.
Nel 1991 venne attuata in particolare la misura 111 che prevedeva la modifica delle circoscrizioni elettorali per le elezioni del Senato in Trentino-Alto Adige. Vennero così ridefiniti i 6 collegi uninominali senatoriali con la legge 30 dicembre 1991, n. 422.

### La quietanza liberatoria austriaca
L'attuazione delle misure contenute nel Pacchetto avvenne fino al 1992. L'11 giugno 1992 con il rilascio della quietanza liberatoria da parte dell’Austria nei confronti dell’Italia si conclude formalmente la vertenza tra i due Paesi. In particolare si erano pronunciati a favore del rilascio della quietanza liberatoria davanti alle Nazioni unite: la Südtiroler Volkspartei, la Giunta del Tirolo, il Landtag del Tirolo ed il Parlamento austriaco.

## Celebrazioni

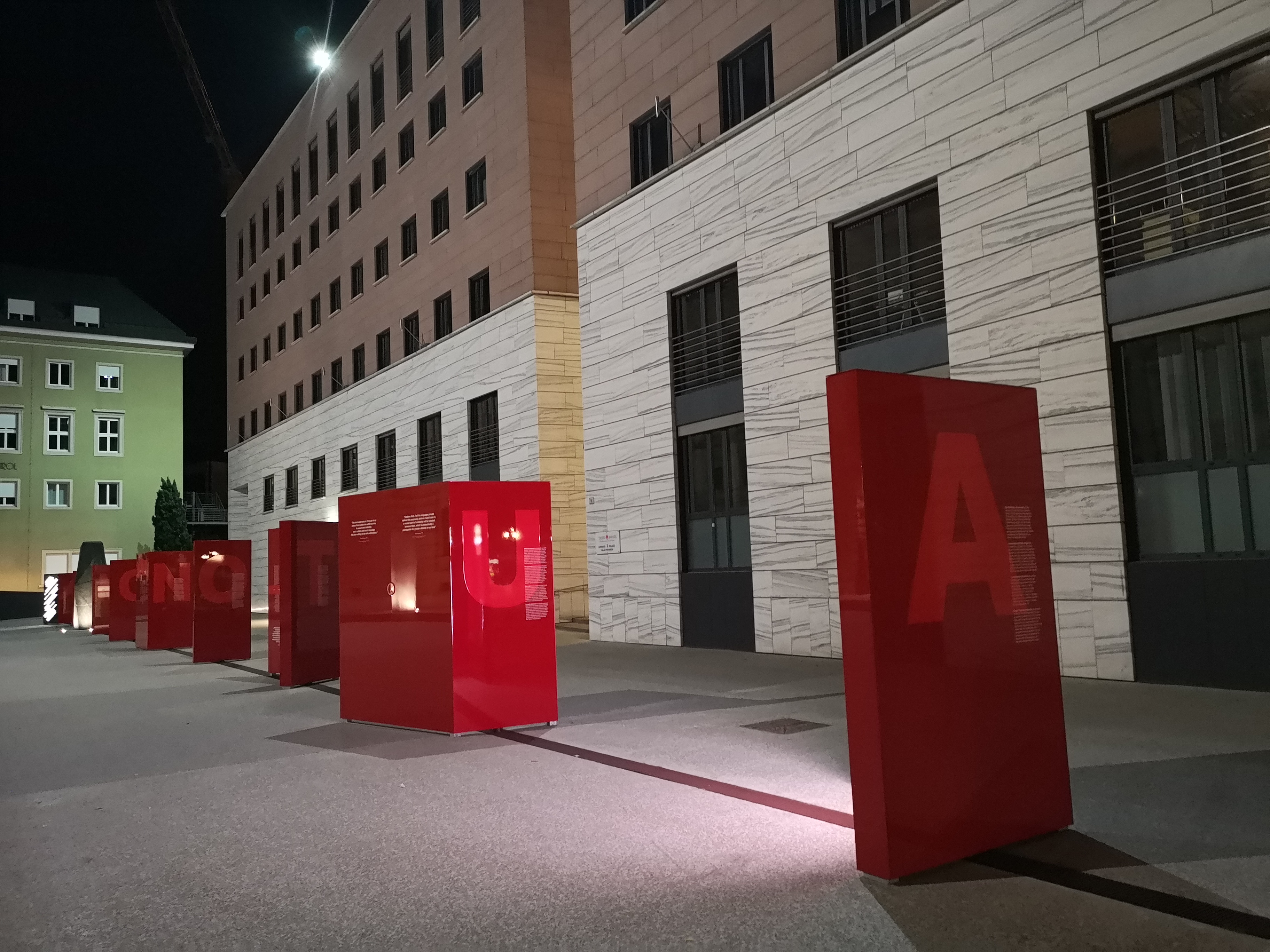
Sguardo d'insieme sulla mostra permanente installata nel 2021 in piazza Silvius Magnago a Bolzano

La Giunta provinciale di Bolzano ha commissionato a un gruppo di lavoro, per onorare il 75º anniversario dell'Accordo di Parigi, di predisporre un percorso dell'autonomia posizionato su piazza Silvius Magnago, dinanzi al Consiglio provinciale, e inaugurato il 5 settembre 2021, che illustrasse in nove stazioni e con un'installazione dedicata a Alcide Berloffa nel parco della stazione adiacente, i punti salienti della storia autonomistica. L'installazione è stata criticata per la mancata inclusione di Alexander Langer e l'impostazione apologetica di fondo, ma anche per evidenti omissioni e errori fattuali.